# هرزه‌خواری
هرزه‌خواری یا پیکا (به انگلیسی: Pica) به خوردن مواد بدون ارزش غذایی همچون خاک، گچ، یخ و رنگ گفته می‌شود که حداقل به مدت یک ماه ادامه داشته باشد. این اختلال دلایل مختلفی مانند کم خونی فقر آهن، اختلالات روانی، کمبود روی و… دارد.
پایکا کلمه لاتین به معنای زاغ است و از آنجایی که این پرنده به خوردن چیزهای گوناگون مشهور است، این اختلال را به این نام نامگذاری کرده‌اند.

## گستره
این عارضه معمولاً کودکان سنین ۶–۱ سال و خانم‌های باردار را گرفتار می‌سازد. این اصطلاح در مورد شیرخواران زیر ۱۸ ماه که هر چیزی را در داخل دهان خود می‌گذارند به کار نمی‌رود زیرا در این سن این کار طبیعی محسوب می‌شود. پایکا بیشتر در کشورهای با وضعیت اقتصادی-اجتماعی ضعیف و در بین زنان باردار و کودکان وجود دارد. این مشکل در افرادی هم که دچار بیماری‌های خاص مثل صرع، عقب ماندگی ذهنی، اوتیسم (در خود ماندگی) یا بیماری‌های روانی هستند اتفاق می‌افتد. البته در بعضی کشورها مثل اوگاندا که خاک مخصوص خوردن به فروش می‌رسد این مسئله یک فرهنگ قابل قبول است.
پایکا می‌تواند به علت حمله لارو کرم‌های قلاب دار(Hookworms) به روده ایجاد شود.

## انواع
هرزه‌خواری به سه دسته تقسیم می‌شود:
- خاک‌خواری (Geophagia)
- مواد زیانباری که دارای مواد مغذی نیست (Pagophagia) مانند یخ
- خوردن مواد قندی و نشاسته‌ای (Amylophagia)

## درمان
بررسی‌های تشخیصی ممکن است شامل آزمایش‌های خون برای شناسایی کم خونی و اندازه‌گیری مایعات و الکترولیت‌ها باشد. تست میزان آهن و روی خون از جمله روش‌های تشخیص پایکا می‌باشد. رادیوگرافی شکم ممکن است توصیه گردد. درمان افرادی که به هر علتی به پایکا مبتلا هستند، بسیار پیچیده‌است و برای درمان بیماری از مجموعه‌ای از عوامل کمک گرفته می‌شود مانند:
- رفتار درمانی
- ممانعت فیزیکی
- برانگیختن بیزاری در فرد نسبت به مصرف مواد غیر غذایی
- دارودرمانی
- آموزش گسترده به فرد در خصوص عوارض و پیامدهای جانبی استفاده از مواد غیر خوراکی

در بیشتر موارد، بیمار به درمان پاسخ مثبت داده و با افزایش سن یا اتمام بارداری، بیماری پایان می‌پذیرد.

## پیشگیری
- موادی را که کودک می‌خورد از دسترس وی دور کنید.
- خانه‌هایی را که دارای رنگ سرب‌دار هستند مجدداً رنگ بزنید. از تختخواب‌های قدیمی با رنگ سرب‌دار برای کودکان استفاده نکنید.
- از یک رژیم غذایی متعادل مطلوب برای خود و کودکانتان استفاده کنید.
- یک محیط مطلوب و دارای تمهیدات حمایتی برای کودکان در منزل طراحی کنید.